# Aten
För andra betydelser, se Aten (olika betydelser).
Aten, även Athen, (uttal /aˈteːn/; grekisk stavning Αθήνα, Athína) är huvudstaden i Grekland. Den är den största staden i landet, med cirka 4 miljoner invånare inklusive förorter. Stadskommunen Aten hade 753 500 invånare år 2010. Aten är den tredje mest befolkningstäta staden i Europa.
Ungefär 40 procent av landets befolkning bor i Atens storområde. Staden växte kraftigt från andra världskriget fram till år 1980. På grund av detta har oron ökat för överbefolkning och luftföroreningar, vilket staden även har blivit känd för under senare år. Detta är något staden kämpar emot, och staten har spenderat mycket pengar och energi för att få bukt med problemen.
I och med sommar-OS 2004 byggdes ett stort antal tunnelbanelinjer, stängdes gator av för trafik och rustades innerstaden upp. Moderna motorvägar och en modern ringled, Attiki Odos (Attiska vägen, "Via Attica"), har också byggts och tagits i bruk runt staden. Framkomligheten och förbipassering av Aten har därigenom underlättats mycket.  
Den mest centrala delen av Aten är Syntagma, Konstitutionstorget, där bland annat det grekiska parlamentet, Vouli ton Ellinon, ligger. Syntagma är även ett av turisternas favoritmål, eftersom det där finns ett flertal kulturminnen. I området finns även flera museer, den gamla staden Plaka och Atens och världens mest kända klippa, Akropolis med Parthenon på toppen, samt Atens Agora, Areios Pagos, Pnyka, Theseion, Olympiska Zeus-templet, Herodus Atticus-teatern liksom Dionysosteatern, den pan-atenska stadion (marmorstadion där de första olympiska spelen i modern tid hölls år 1896), Zappeion, Nationalträdgården med mera. Tunnelbanestationen Syntagma, i mitten av Syntagmaplatsen, pryds av fynd från förhistorisk, antik och klassisk tid från platsens tunnelbaneutgrävningar,   vilket ger intryck av museum. Det samma gäller andra t-banestationer i Atens centrala delar.

## Geografi
Aten ligger på den attiska slätten, nära Eginabukten (Saroniska bukten) vid Egeiska havet. Staden är omgiven av bergen Pateras i väster, Parnes i norr, Pentelikon i nordväst och Hymettos i öster. Staden täcker nu hela slätten och de naturliga gränserna gör att den växer genom förorterna på andra sidan bergen.
Atens geografiska läge leder till temperaturinversion, vilket har bidragit till stadens problem med avgaser och nedsmutsning.

### Andra städer inom samma latitud
- Washington, D.C., USA
- Lissabon, Portugal
- Palermo, Italien

### Klimat
Aten har ett subtropiskt stäppklimat med långa, heta, torra somrar, och milda till svala, något regniga vintrar. Nattfrost förekommer några gånger praktiskt taget varje vinter, men snö förekommer inte varje vinter och brukar ligga på marken några timmar eller högst en eller två dagar.

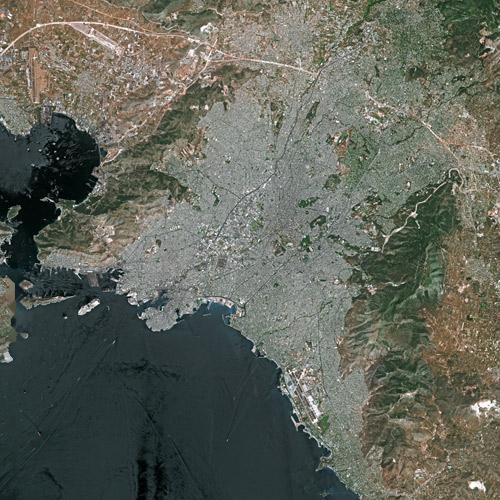
Satellitbild över Aten.

|                                            | Jan | Feb | Mar | Apr | Maj | Jun | Jul | Aug | Sep | Okt | Nov | Dec |
| ------------------------------------------ | --- | --- | --- | --- | --- | --- | --- | --- | --- | --- | --- | --- |
| Normaldygnets maximitemperaturs medelvärde | 13  | 14  | 17  | 20  | 25  | 30  | 33  | 34  | 29  | 23  | 19  | 14  |
| Normaldygnets minimitemperaturs medelvärde | 7   | 7   | 9   | 12  | 16  | 20  | 23  | 24  | 20  | 16  | 12  | 9   |
|                                            |     |     |     |     |     |     |     |     |     |     |     |     |
| Nederbörd                                  | 57  | 47  | 41  | 31  | 23  | 11  | 6   | 6   | 14  | 53  | 58  | 69  |

| Diagram | temperaturer i °C • månadsnederbörd i mm | temperaturer i °C • månadsnederbörd i mm | temperaturer i °C • månadsnederbörd i mm | temperaturer i °C • månadsnederbörd i mm | temperaturer i °C • månadsnederbörd i mm | temperaturer i °C • månadsnederbörd i mm | temperaturer i °C • månadsnederbörd i mm | temperaturer i °C • månadsnederbörd i mm | temperaturer i °C • månadsnederbörd i mm | temperaturer i °C • månadsnederbörd i mm | temperaturer i °C • månadsnederbörd i mm | temperaturer i °C • månadsnederbörd i mm |
|         | 57 13 7                                  | 47 14 7                                  | 41 17 9                                  | 31 20 12                                 | 23 25 16                                 | 11 30 20                                 | 6 33 23                                  | 6 34 24                                  | 14 29 20                                 | 53 23 16                                 | 58 19 12                                 | 69 14 9                                  |

## Historia

### Antiken

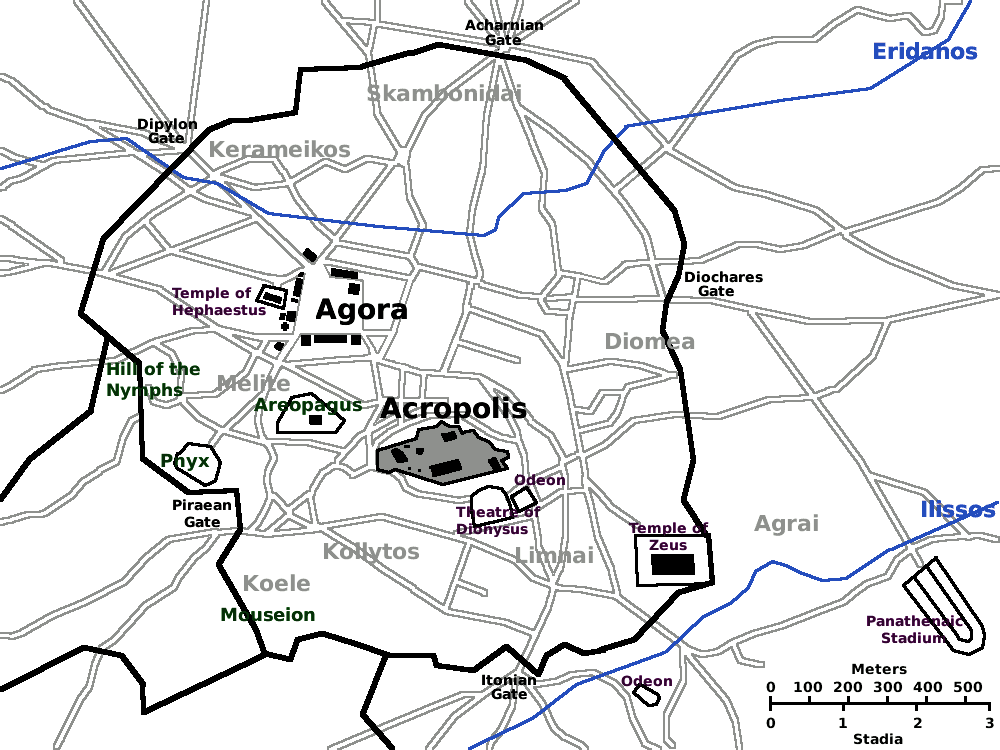
Stadsplan.

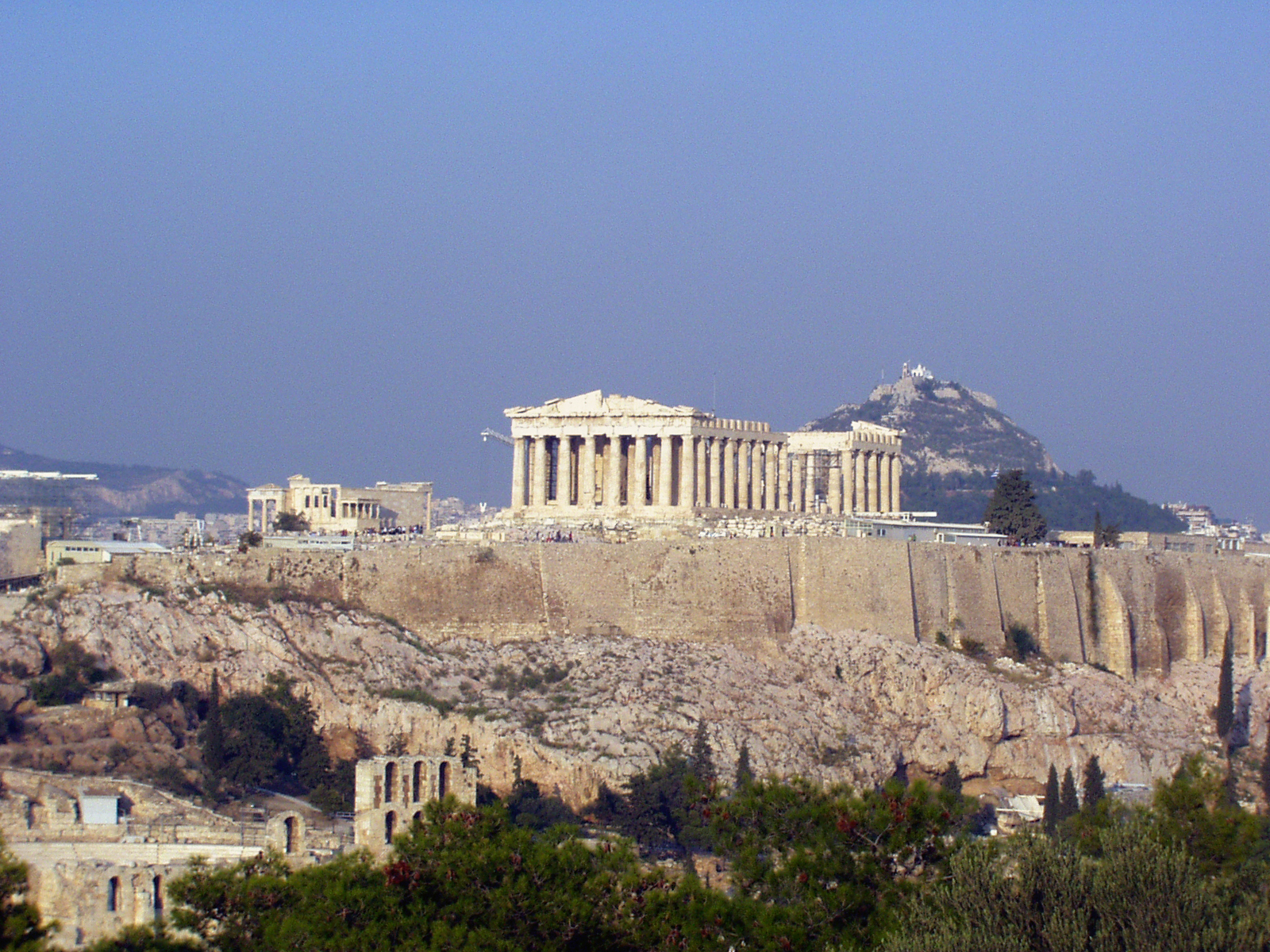
Akropolis.

Atens ursprung och äldsta historia är myter. Enligt den vanligaste traditionen hade det grundats av den urgamle konung Kekrops och till en början regerats av honom och hans avkomlingar. Detta äldsta Aten var sannolikt inskränkt till själva borgklippan Akropolis, vars vidsträckta platå enligt sagan skickligt jämnades till av pelasgerna, som kuvades vid den joniska stammens invandring. Dessa ska även ha tvingats bygga de fästningsverk (enneapylon), tillslutna med nio portar, som beskyddade den uppgång till borgen som låg på Akropolisklippans västra ände. Under sagohjälten Theseus av aigidernas konungasläkt växte Aten betydligt genom den så kallade synoikismen, det vill säga sammanslutningen till en statsenhet av de förut oberoende attiska småstaterna. Enligt den attiska arvssägnen ska Kodros ha varit Atens siste regerande konung och staten sedan ha haft en republikansk författning.
Den äldsta staden skall ha legat väster och söder om Akropolis, kring Ilissosfloden och dess källa Kallirrhoë. Det ligger även en flod i öst där man började med andliga beskådningar. Detta var männens påhitt som senare började utvecklas till en ny religion.
Staden skall senare ha styrts av arkonter, arkontlistan börjar 617/618 f.Kr. och möjligen infördes ämbetet först då. Berättelserna beskriver dock en äldre historia enligt ett misslyckat försök av Kylon att göra sig till tyrann över Aten skall Drakon fått uppdraget att införa en ny författning och nya lagar, vilka genom sin stränghet kommit att namnge liknande lagar som "drakoniska". Makten delades av dessa med ett så kallat adelsråd, som bestod av före detta arkonter, som valdes på tio, senare på ett år. Befolkningen var uppdelad i fyra fylen och en social indelning i eupatrider ("adelsmän"), vilket ledde till sociala konflikter, och i början av 500-talet gjorde bönderna uppror. Solon som utsågs till medlare avskaffade skuldslaveriet och införde en rad nya lagar. Under hans tid erövrades även ön Salamis som tidigare blockerat atenarnas utförselhamn, vilket bidrog till att stimulera handeln för staden. De sociala konflikterna fortsatte dock mellan godsägarna på Atens slättland på ena sidan och herdarna i bergen och handelsmännen på den andra sidan. Peisistratos och hans söner gjorde sig till tyrann med stöd av de senare, men störtades med stöd av Sparta 510 f.Kr., varefter Kleistenes ombildade Solons författning till en demokrati. De gamla fylerna ersattes av tio nya, och rådet utökades från 400 till 500 medlemmar. Spartanerna fördrevs och på Euboia erövrades den bördiga slätten kring Chalkis vilket gjorde Aten till Greklands näst efter Sparta starkaste makt.

#### Atens storhetstid

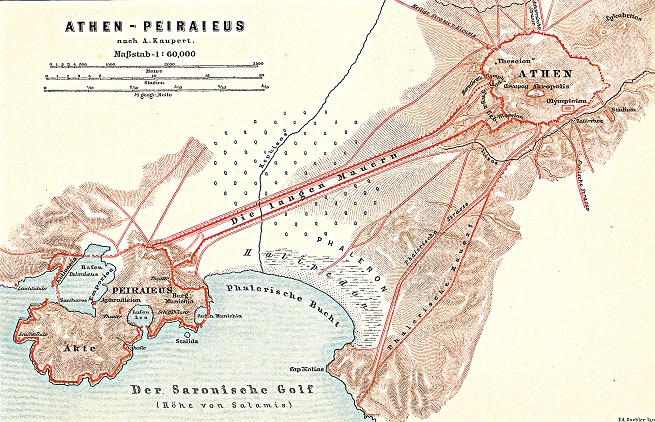
Karta över Aten och Pireus med de långa murarna.

Atens högsta blomstring inträffade på 400-talet f.Kr., efter de persiska krigen. Efter grekernas förlust vid Thermopyle 480 f.Kr. intog den akemenidiske storkungen Xerxes I staden och brände ned Akropolis som svar på atenarnas nedbrännande av det akemenidiska Sardes. Spåren av invasionen utplånades dock snart. Det attiska sjöförbundet bildades, och utvecklades snart till ett atenskt imperium som sträckte sig över hela Egeiska havet. Den krigstribut som erlades av stadens många bundsförvanter samt en uppblomstrande handel hade inom kort tid gett Aten förut okända rikedomar, och dessa stora tillgångar framkallade även för konst och litteratur en gyllene ålder.

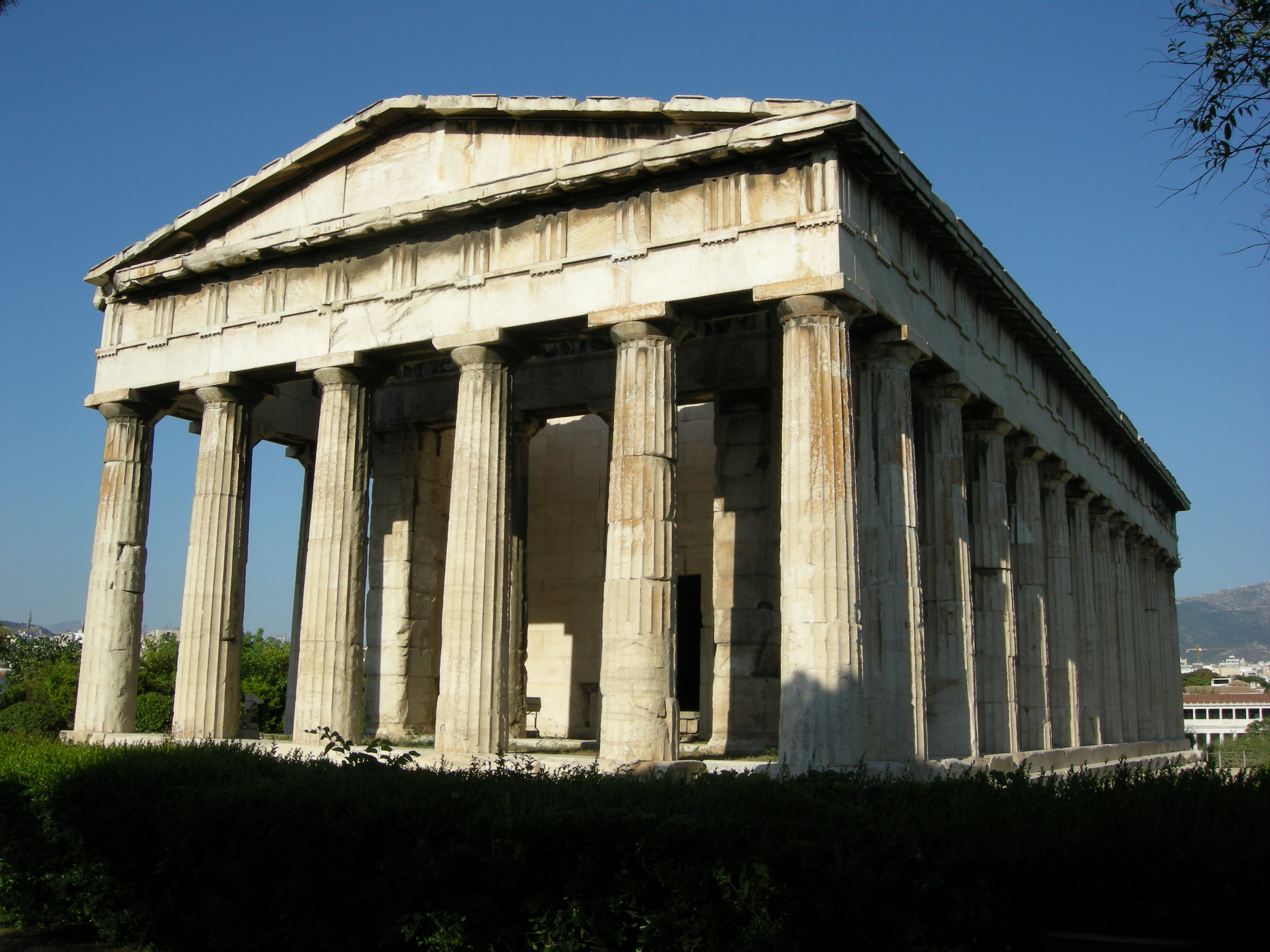
Theseion.

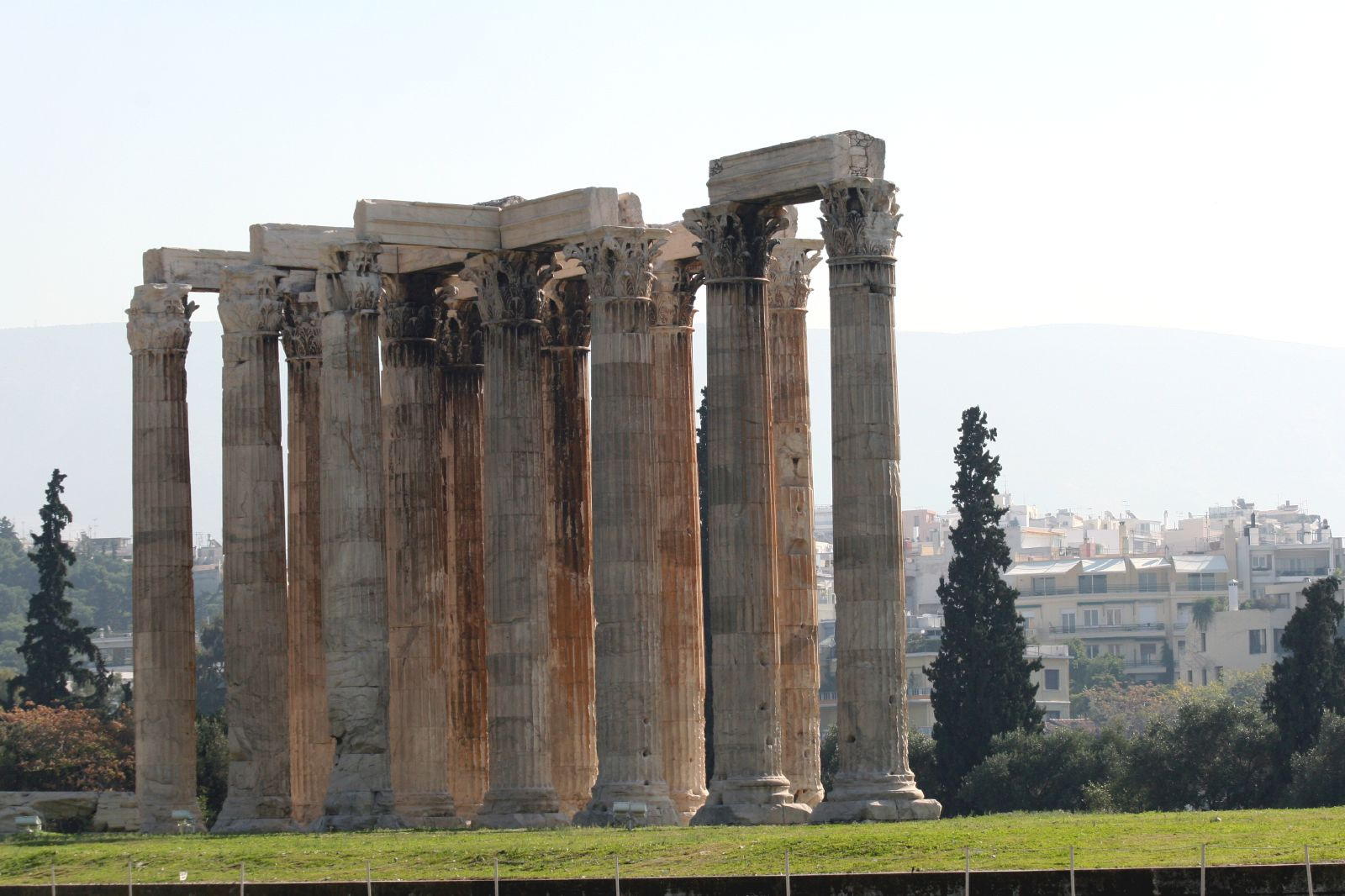
Olympieion.

På Themistokles föranstaltande hade stadens av perserna förstörda ringmur återuppförts i betydligt utvidgat omfång, och efter 460 f.Kr. tillkom de "långa murarna", genom vilka Aten förbands med den starkt befästa hamnstaden Pireus (som också skapats av Themistokles), till en från både sjö- och landsidan oangriplig dubbelfästning. I det nybefästa Aten byggdes nu en mängd tempel, praktbyggnader och konstverk av alla slag, och i synnerhet under Perikles långvariga och glänsande statsledning offrades ofantliga summor på detta. Av de offentliga anläggningarna kan, förutom templen på Akropolis, som Parthenon och Erechtheion, samt de s.k. Propyléerna (den praktfulla uppgången till borgen), i synnerhet följande nämnas: Det så kallade Theseustemplet (Theseion), nordväst om Akropolis, i dorisk stil, utgör ännu i dag en av Atens bäst bibehållna fornlämningar. Templet är dock inte tillägnat Theseus, utan Hefaistos. Atens största tempelbyggnad, det kolossala Zeustemplet (Olympieion), sydost om Akropolis, helt nära Ilissos, påbörjades redan under Peisistratos, men blev sedan arbetet flera gånger avstannat och återupptagits efter utvidgad plan, fullbordat först av kejsar Hadrianus. Några av dess jättelika pelare står ännu upprätt.

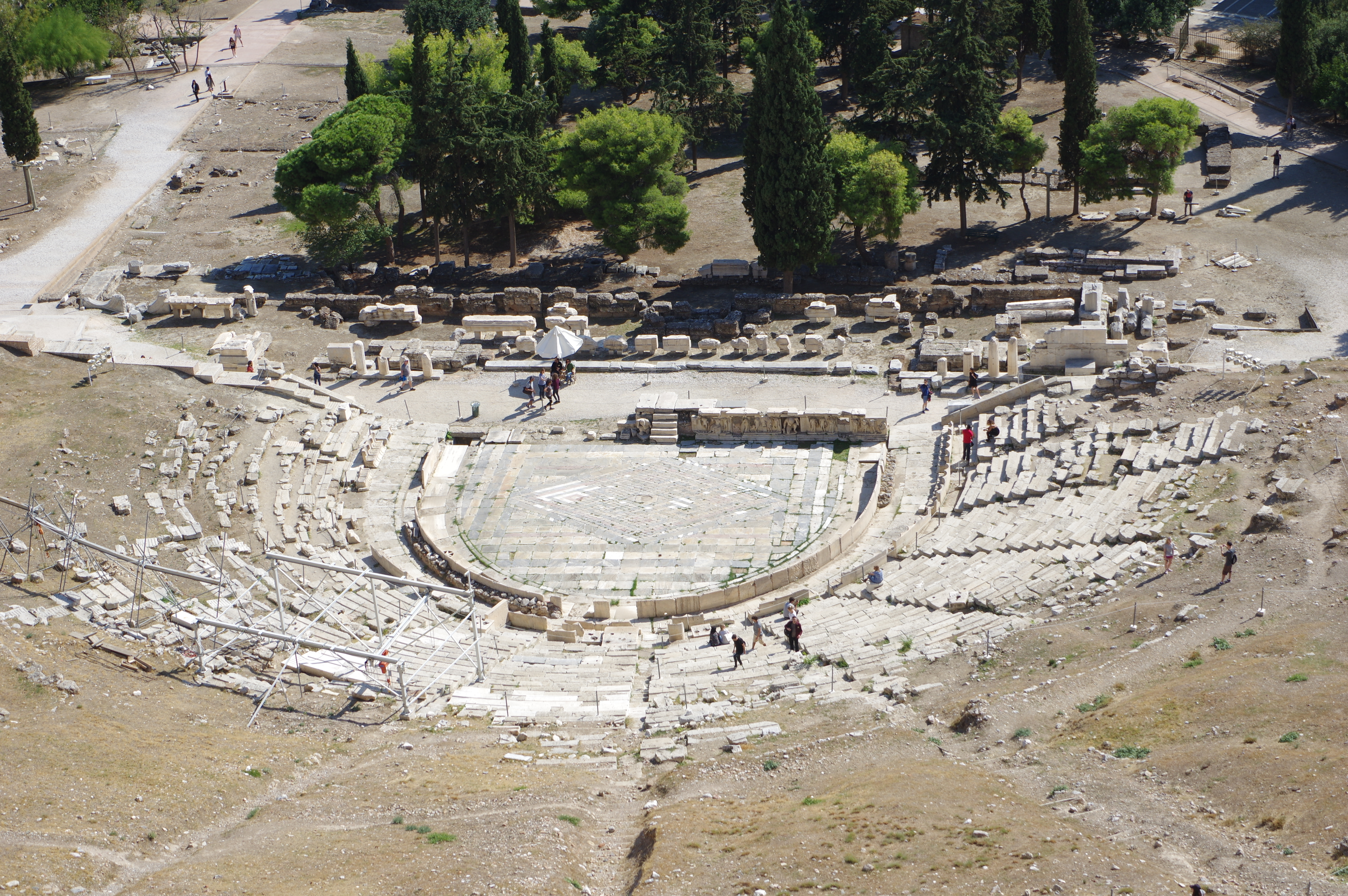
Dionysosteatern.

Dionysosteatern, Atens och hela Greklands förnämsta skådebana, ligger på sydöstra sluttningen av Akropolis och är till en del uthuggen ur själva klippan. Byggandet av denna storartade teater, urtypen för Greklands övriga teatrar, började omkring 500 f.Kr., men avslutades inte fullständigt förrän långt senare. Den beräknas ha kunnat rymma inemot 17 000 åskådare. I nära samband med teatern stod även ett tempel helgat åt Dionysos. De delvis väl bibehållna ruinerna av denna teater grävdes till stor del ut 1862 av arkitekten Heinrich Strack och sedermera fullständigt på 1880-talet under ledning av Wilhelm Dörpfeld.
Det rymliga torget (agora) i stadsdelen Kerameikos, nordväst om Akropolis, omgavs av tempel, pelargångar och statsbyggnader. Till de sistnämnda hörde rådhuset (buleuterion) samt den så kallade tholos, en rotunda där prytanerna och även främmande sändebud åt på statens bekostnad. På torget befann sig vidare "de tolv gudarnas altare", vilket betraktades såsom den attiska statens medelpunkt, varifrån alla avstånd räknades. Från torget ledde en bred gata (dromos) omgiven av praktfulla byggnader till stadens mot väst belägna huvudport, den så kallade triasiska porten (vanligen kallad dipylon) med den därutanför belägna gravgatan, det forna Atens förnämsta begravningsplats. Aten hade flera gymnasier – rymliga, av pelargångar omslutna platser – vilka från början var bestämda för kroppsövningar, men som, då även skalder och filosofer där brukade uppträda och samla kring sig skaror av lyssnande åhörare, i själva verket kom att betraktas som ett slags universella bildningsanstalter. Berömda var i synnerhet det av Kimon anlagda Akademeia norr om staden, där sedermera Platon och den så kallade akademiska skolan undervisade; Lykeion, Aristoteles läroplats, samt Kynosarges, efter vilket den kyniska skolan tros ha fått sitt namn, de båda sistnämnda på stadens östra sida.

#### Efter peloponnesiska kriget

Attiska sjöförbundet före peloponnesiska kriget.

Efter det ödesdigra peloponnesiska kriget år 431–404 f.Kr. återvann Aten aldrig mer sin forna makt. Dock återuppfördes de på segrarens bud nedrivna långa murarna och befästningarna kring Pireus av Konon år 393 f.Kr. Ett visst välstånd synes efter hand ha inträtt; detta led inte något större avbräck ens efter förlusten mot Makedonien i slaget vid Chaironeia, då stadsstaten Atens politiska frihet försvann och man tvingades ingå i det Korinthiska förbundet under Filip II:s befäl.
Särskilt lyckades det den utmärkte statsmannen Lykurgos att under sin talangfulla finansförvaltning (338–326) ordna statens affärer, så att rika medel fanns att tillgå även för offentliga praktbyggnader. Under denna tid anlades det ovannämnda Lykeion; Dionysosteatern fullbordades, och på andra sidan om Ilissos anlades det panatenaiska stadiet, ett slags cirkus eller plats för gymnastiska tävlingsstrider. Under de följande seklen fick Aten röna flera bevis på främmande furstars välvilja. Den egyptiske konungen Ptolemaios Filadelfos byggde nära torget ett gymnasium med tillhörande bibliotek. Konung Eumenes II i Pergamon byggde vid Dionysosteatern en väldig pelargång utmed sydsidan av Akropolis, avsedd bland annat att tjäna såsom tillflyktsort för åskådarna vid inträffande regnväder – således ett slags teaterfoajé. Eumenes efterträdare, Attalos, uppförde för torghandeln i Kerameikos en annan präktig pelargång, av vilken man återfunnit lämningar.

#### Romersk tid

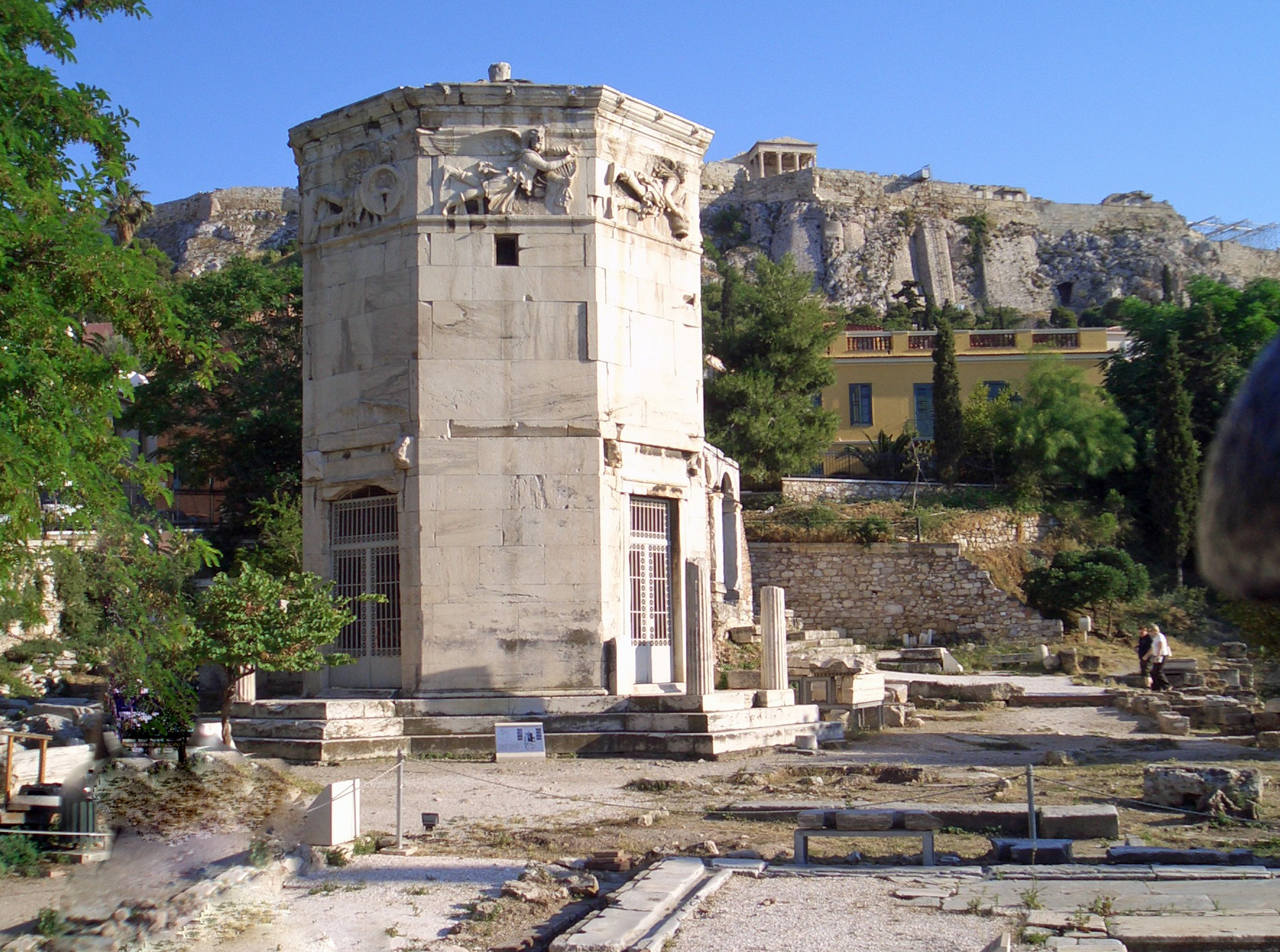
Vindarnas torn.

Även under det romerska väldet blev Aten behandlat med stor mildhet och välvilja, om man undantar Sullas våldsamma framfart år 86 f.Kr. till straff för att Aten tagit parti för romarnas fiende, konung Mithridates VI Eupator i Pontos. Staden intogs och plundrades, de långa murarna samt Pireus befästningar revs för andra gången ner och blev sedan aldrig mera återuppbyggda. Till denna tid hör för övrigt det egendomliga monument som av syriern Andronikos uppfördes nedanför Akropolis norra sluttning, nära det under romersk tid anlagda nya torget. Monumentet, som ännu är nästan fullkomligt bibehållet, brukar kallas "Vindarnas torn".
Bland de romerska kejsarna visade i synnerhet Hadrianus en storartad frikostighet mot Aten. Först och främst fullbordades med utomordentlig prakt det ovannämnda Olympieion. Kring detta växte en ny präktig stadsdel upp, som förbands med det gamla Aten genom en ännu bibehållen valvport, vars inskrift betecknar den nya stadsdelen som Hadrianus stad, i motsats till det äldre Aten som kallas Theseus stad. Hadrianus skänkte dessutom Aten ett praktfullt bibliotek och ett vidlyftigt gymnasium, smyckat med 100 pelare av dyrbar afrikansk marmor. Av Antoninus Pius fick Aten en vattenledning från de avlägsna bergen i norr, och vid samma tid gjorde sig den rike privatmannen Herodes Atticus förtjänt om sin fädernestad genom flera dyrbara anläggningar. Han lät på sydvästra sidan av Akropolis bygga vad som idag kallas Herodes Atticus odeion, en byggnad huvudsakligen avsedd för musikaliska framföranden, som rymde upp till 5 000 personer. Dessutom försåg han hela det panatenaiska stadiet med en praktfull beklädnad av pentelisk marmor. Under denna tid besöktes Aten av resebeskrivaren Pausanias, vars "rundresa i Grekland" är en av de viktigaste källorna för vår kunskap om det forna Atens topografi och byggnader.

### Senantiken och senare perioder
Ännu in i bysantinsk tid var Aten en medelpunkt för den klassiska bildningen, men detta tog slut då retorernas och filosofernas skolor år 529 stängdes på kejsar Justinianus I befallning. På 500-talet blev templen också förstörda eller förvandlades till kristna kyrkor, samtidigt som landet anfölls av barbariska horder (avarer och slaver). Under den senare delen av medeltiden, efter det första korståget 1204, behärskades Aten av frankiska och florentinska hertigar av husen la Roche och Acciajuoli (se Hertigdömet Aten), till dess det 1456 erövrades av Osmanska riket, vilket innebar en ny uppblomstring av staden. Under det turkiska herraväldet, som varade ända till det grekiska frihetskriget 1821–1829, krympte Aten till att bli en liten landsort. 1464 och 1687 belägrades Aten av venetianska trupper och befästes under 1700-talet mot albanerna.
1822 bemäktigade sig grekiska frihetshjältar Akropolis men måste ge upp borgen 1827. Först 1833 gav sig Aten åt det nationella partiets trupper, och 1834 överflyttade den nye grekiske kungen Otto av Bayern sitt residens från Nauplia till Aten; den var då en bondby med några hundra hus, vilken snabbt växte till en betydande stad.

### Modern tid

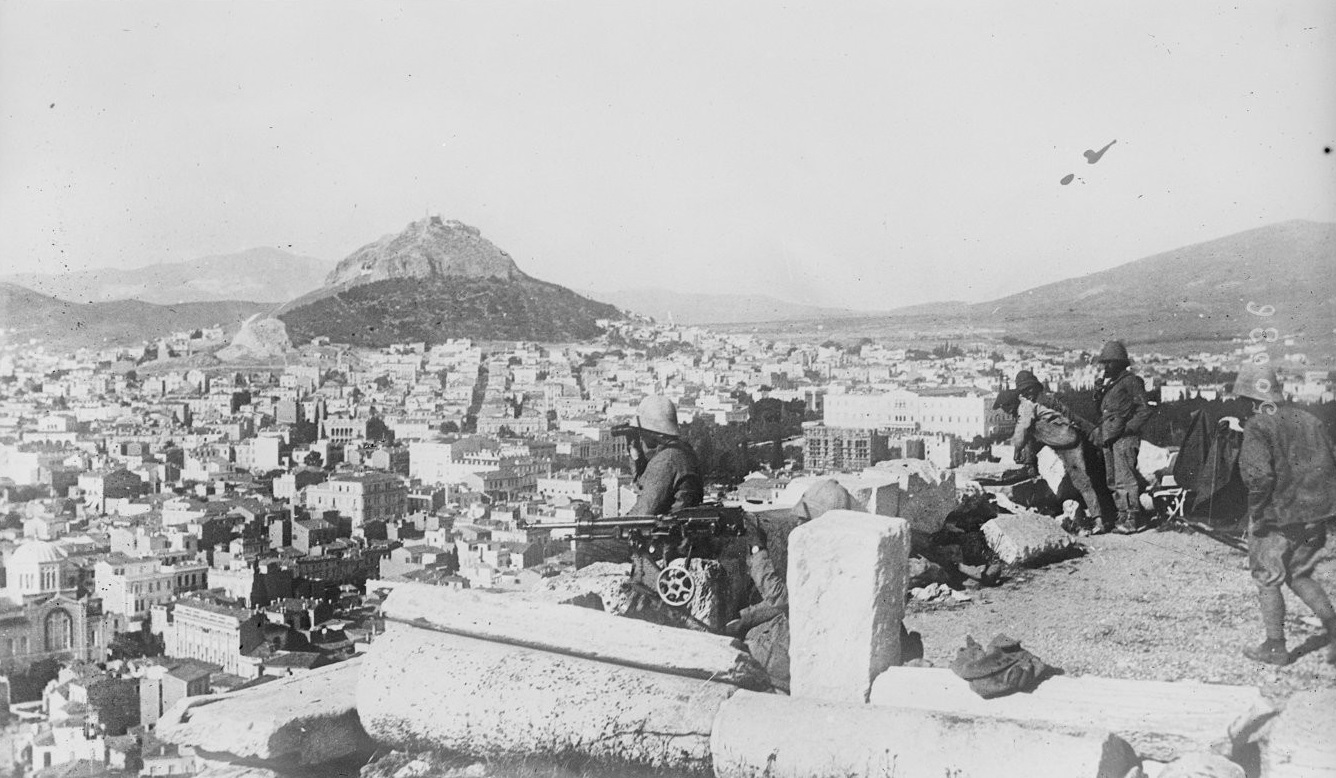
Franskt artilleri i Aten, 1917.

18 september 1834 blev Aten huvudstad i det nybildade Konungariket Grekland, och det utvecklades snabbt till en modern europeisk storstad. 1879 var folkmängden 66 834 personer och 1907 167 479 personer. Mellan åren 1860 och 1920 sexfaldigades stadens yta. År 1896 hölls i Aten de första moderna olympiska spelen.
Under första världskriget utkämpades den 1 december 1916 våldsamma gatustrider i staden mellan ett vid Pireus landsatt detachement med omkring 3 000 man franska, italienska och engelska trupper och de regeringstrogna grekiska trupperna, understödda av befolkningen, varvid de allierade måste utrymma staden. I juni 1917 besattes den dock för en tid av fransmännen.
Folkmängden exploderade efter det ur grekiskt perspektiv så katastrofala kriget med Turkiet, när mer än en miljon flyktingar efter Lausannefreden 1923 tvingades flytta från sina gamla hemtrakter längs Mindre Asiens kust. 300 000 av dessa kom till Aten. Mellan 1941 och 1944 besattes Aten, jämte övriga Grekland, av Nazityskland.

## Ekonomi
Hela landet har industrialiserats i ganska modern tid, och en stor del av industrierna ligger just i Aten-Pireus-området. Från början låg tyngdpunkten på textil- och livsmedelsindustri, men på senare tid har även metallindustrin och den kemiska industrin spelat en stor roll. De flesta av metall- och kemiindustrierna ligger runt Pireus. Det faktum att Grekland saknar lagar för hur stora utsläpp som är tillåtna från fabriker i kombination med det topografiska läget har lett till svåra föroreningar i såväl luften som i vattnet.
Aten är Greklands ekonomiska centrum och i staden ligger flera stora företag och banker, rederier, försäkringsbolag och resebyråer.
Från Aten finns även landsvägs- och järnvägsförbindelser med övriga delar av landet. Den internationella flygplatsen ligger i Spáta utanför Aten.

### Turism
Till Aten kommer många för att shoppa och titta på sevärdheter. Turismen är därför källa till en stor del av Atens inkomster.
Bland de kända sevärdheterna i staden finns Akropolis, Lykabettos, Plaka, Vouliagmeni och Kerameikos.

### Transporter
Kollektivtrafiken i Aten består av buss, tunnelbana, spårvägar och pendeltåg. Tunnelbanan är en av världens modernaste och består av fyra linjer. De två nyaste byggdes under 1990-talet och togs i bruk 2000. Tunnelbanesystemet i Aten består för närvarande av sammanlagt 91 kilometer spår. Från Aten går det järnväg till Thessaloniki.
Runt Aten går det motorvägar. Den längsta är motorvägen A1 som följer E75. Denna går upp till Thessaloniki och vidare upp till Nordmakedonien.
Aten-Elefthérios Venizélos internationella flygplats är Atens internationella flygplats, och ligger öster om staden, cirka 45 minuters bilfärd från stadens centrum. Flygplatsen är uppkallad efter Eleftherios Venizelos, den viktigaste grekiska politikern under 1910- till 1930-talet.

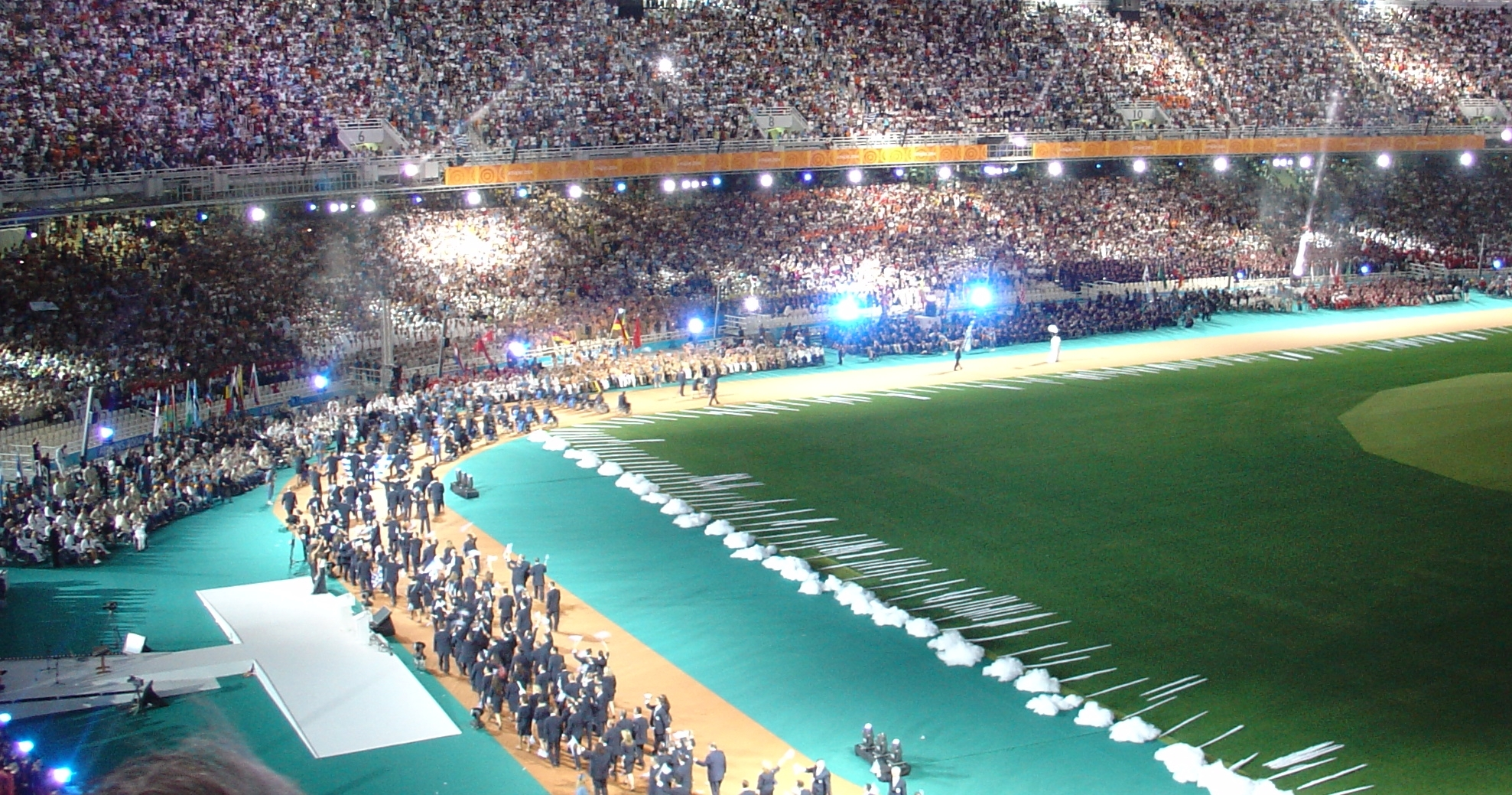
Atens Olympiastadion under invigningen av Paralympiska sommarspelen 2004.

## Kulturliv
I Aten finns flera olika skolor och universitet. Atens universitet grundades år 1837 och staden har dessutom en rad högskolor och en teknisk högskola. Aten har även en speciell arkeologiskt inriktad skola. Den grekiska nationalteatern är mycket känd för sina uppsättningar av antika dramer och operor. För övrigt finns flera museer och en massa samlingar från antiken.
Atenfestivalen är en kulturfestival som pågår mellan mitten av januari och till mitten av september i Aten med modern och antik teater och musik på programmet.

### Sport
De olympiska spelen har hållits i Aten två gånger, 1896 och 2004. Staden stod även värd för det inofficiella spel som hölls 1906.
Aten har flera stora idrottsklubbar, som fotbollsklubbarna AEK Aten FC, Panathinaikos FC, Olympiakos och Panionios FC, basketklubben Maroussi BC och handbollsklubben Sony Athinaikos Athens.
I staden hålls sedan 1983 Aten Marathon.

## Bildgalleri

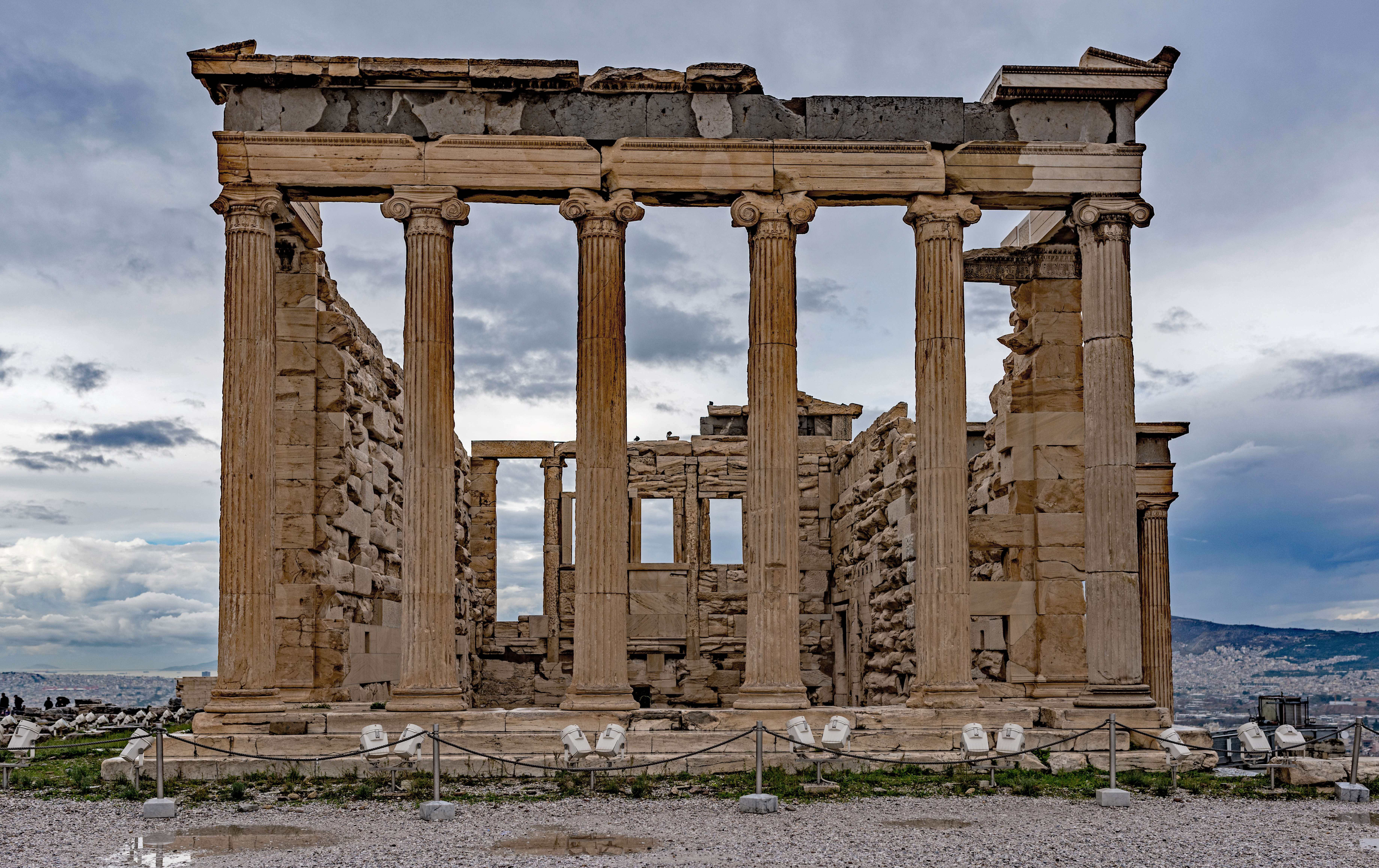
Östra sidan av Atens Akropolis Erechtheum 2017.
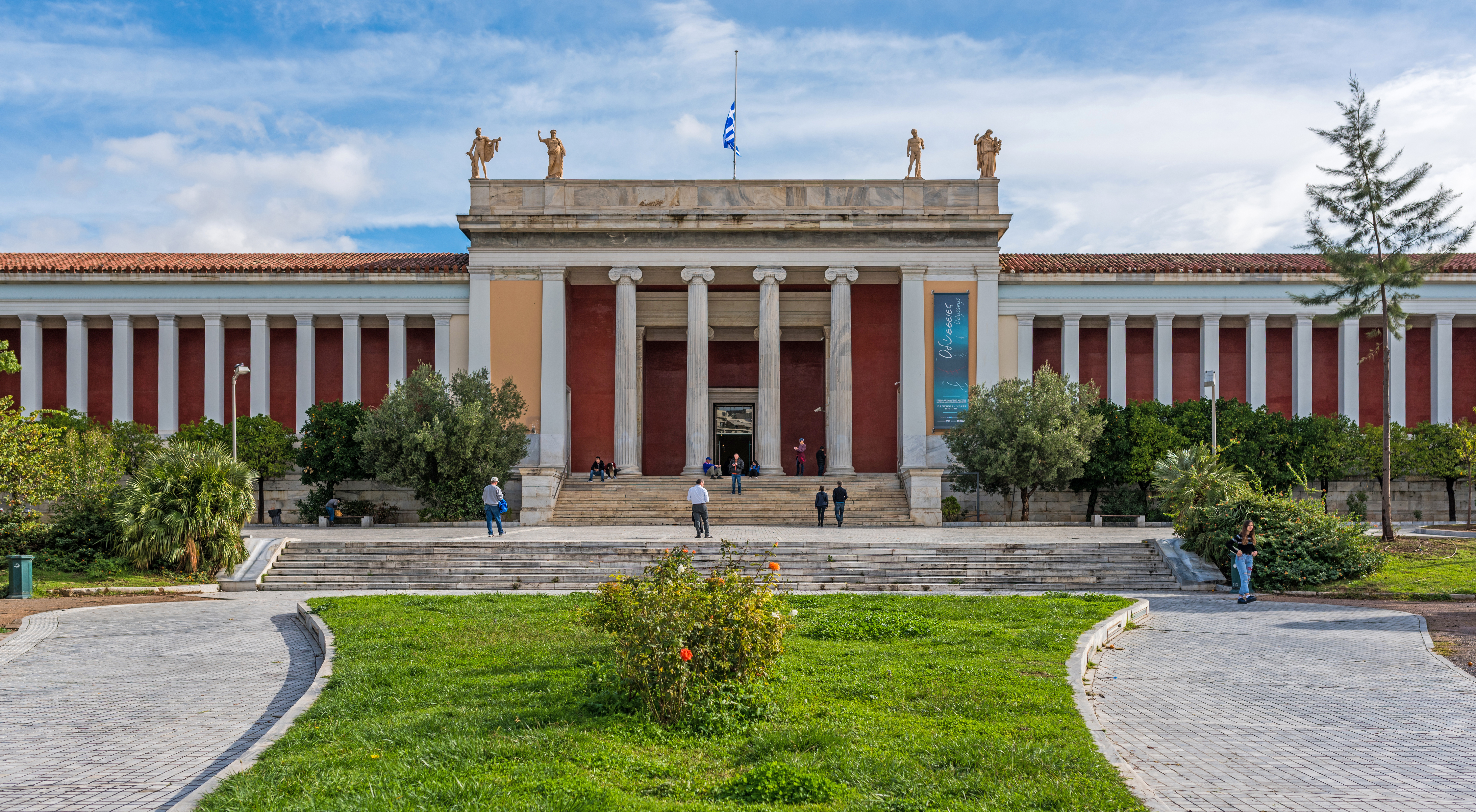
National Archaeological Museum 2017.
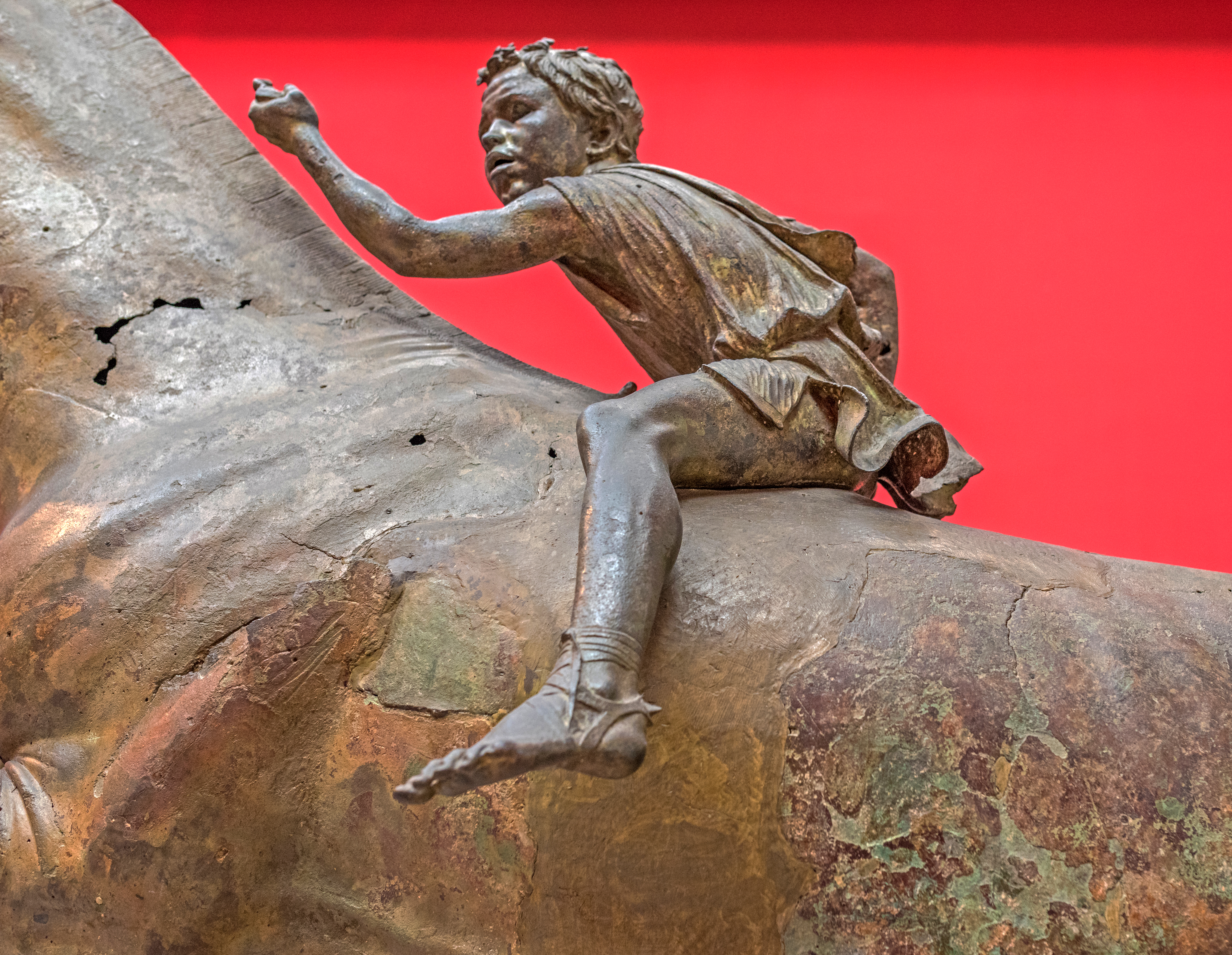
Konst i Atens National Archaeological Museum 2017.
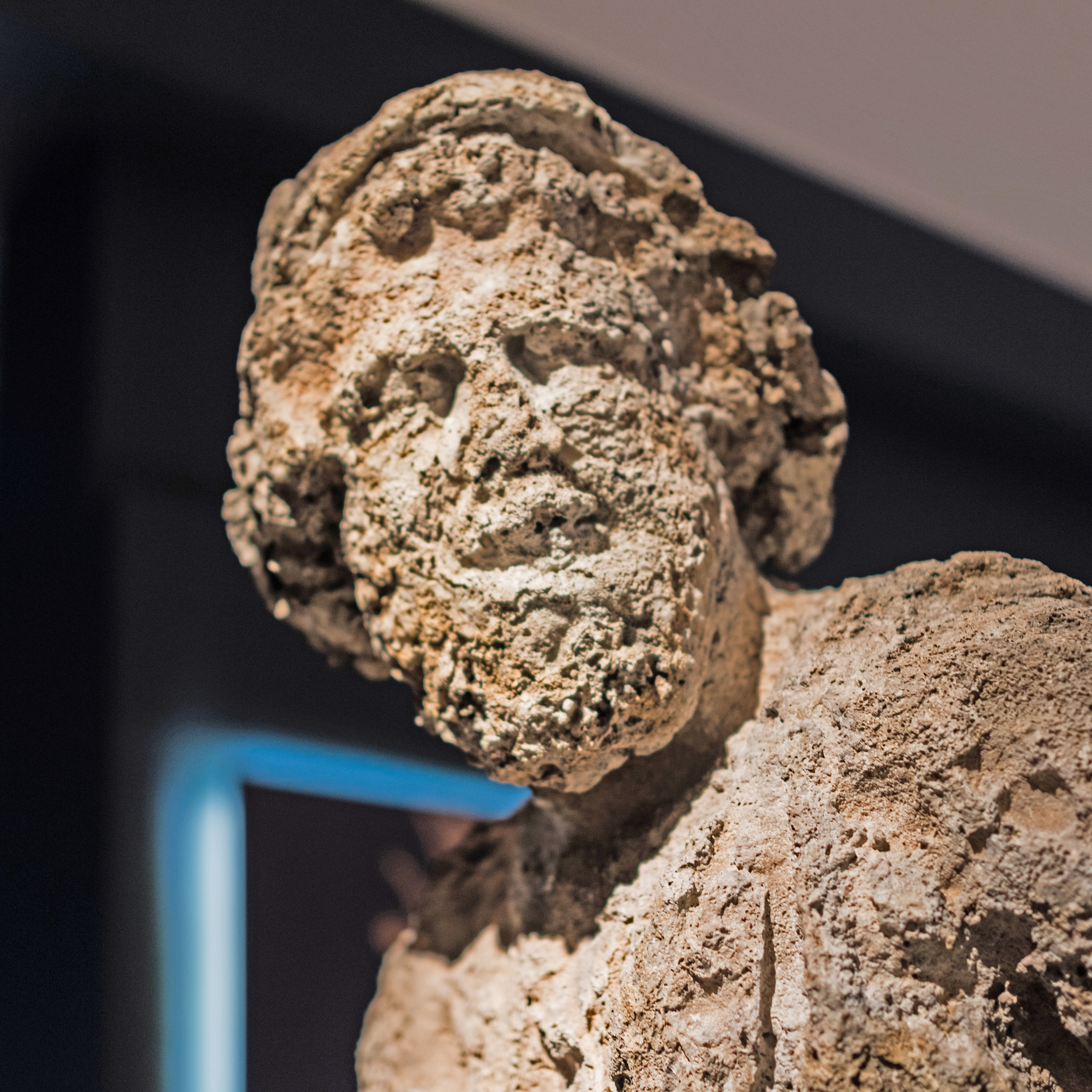
Konst i Atens National Archaeological Museum 2017.
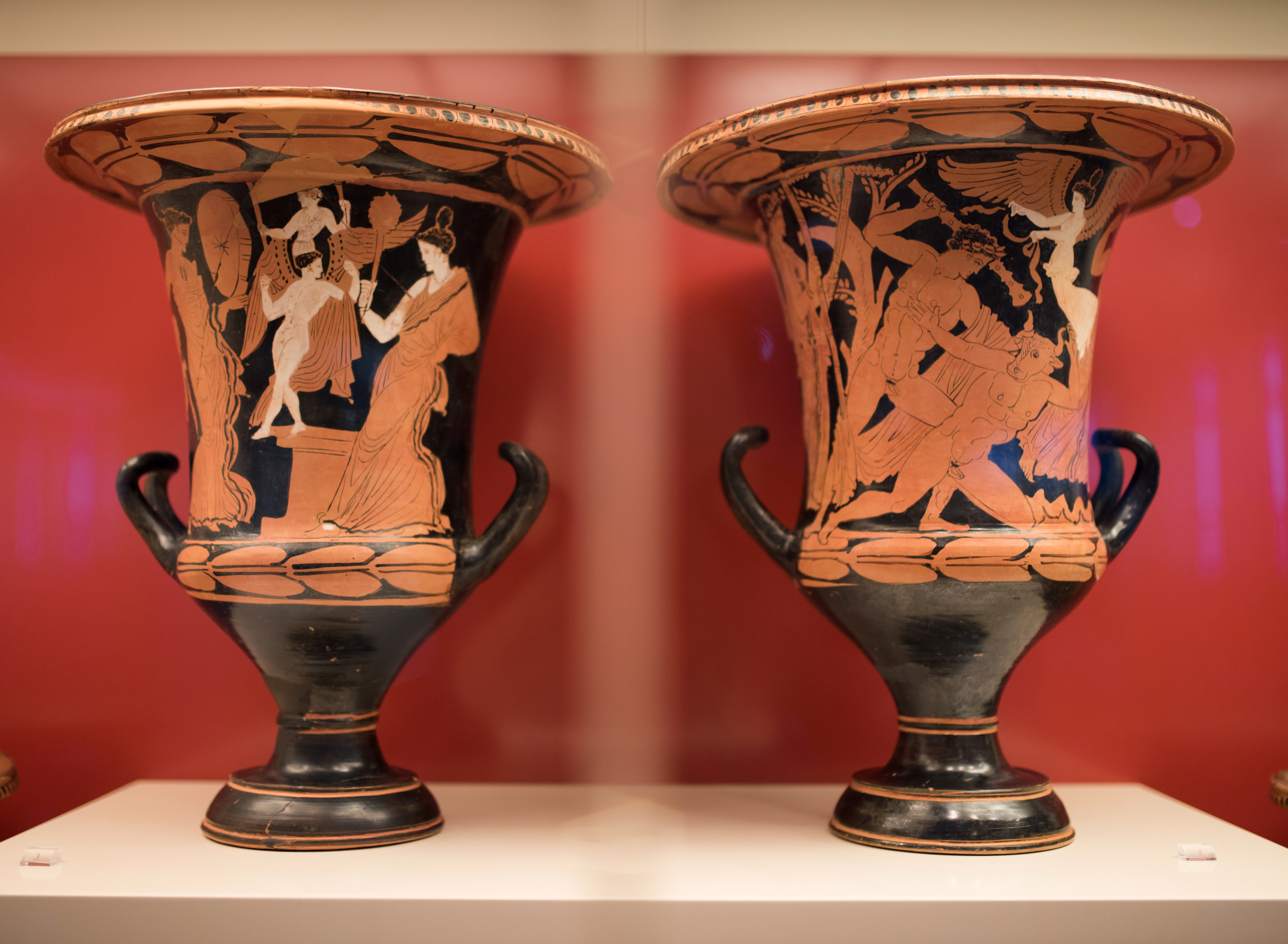
Konst i Atens National Archaeological Museum 2017.
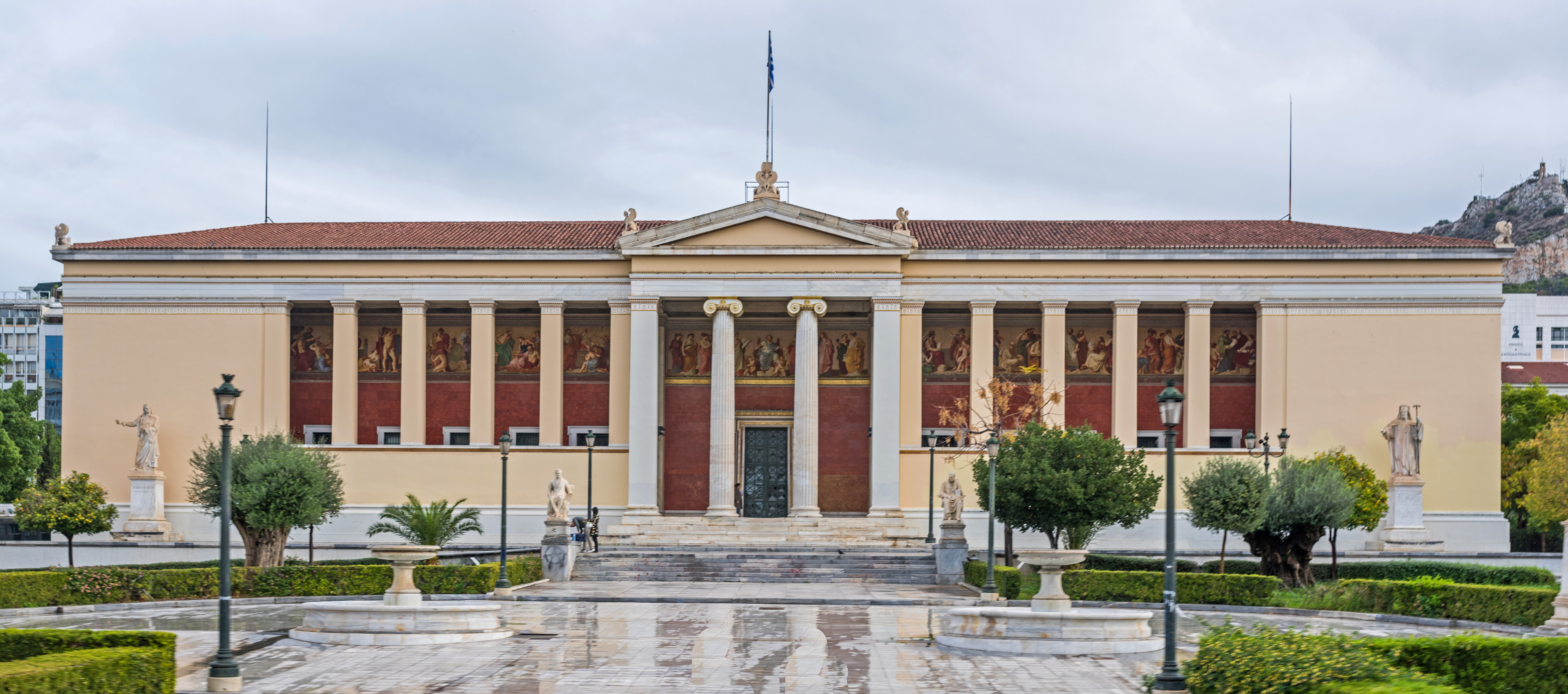
Propylaia, universitetets äldre huvudbyggnad 2017.
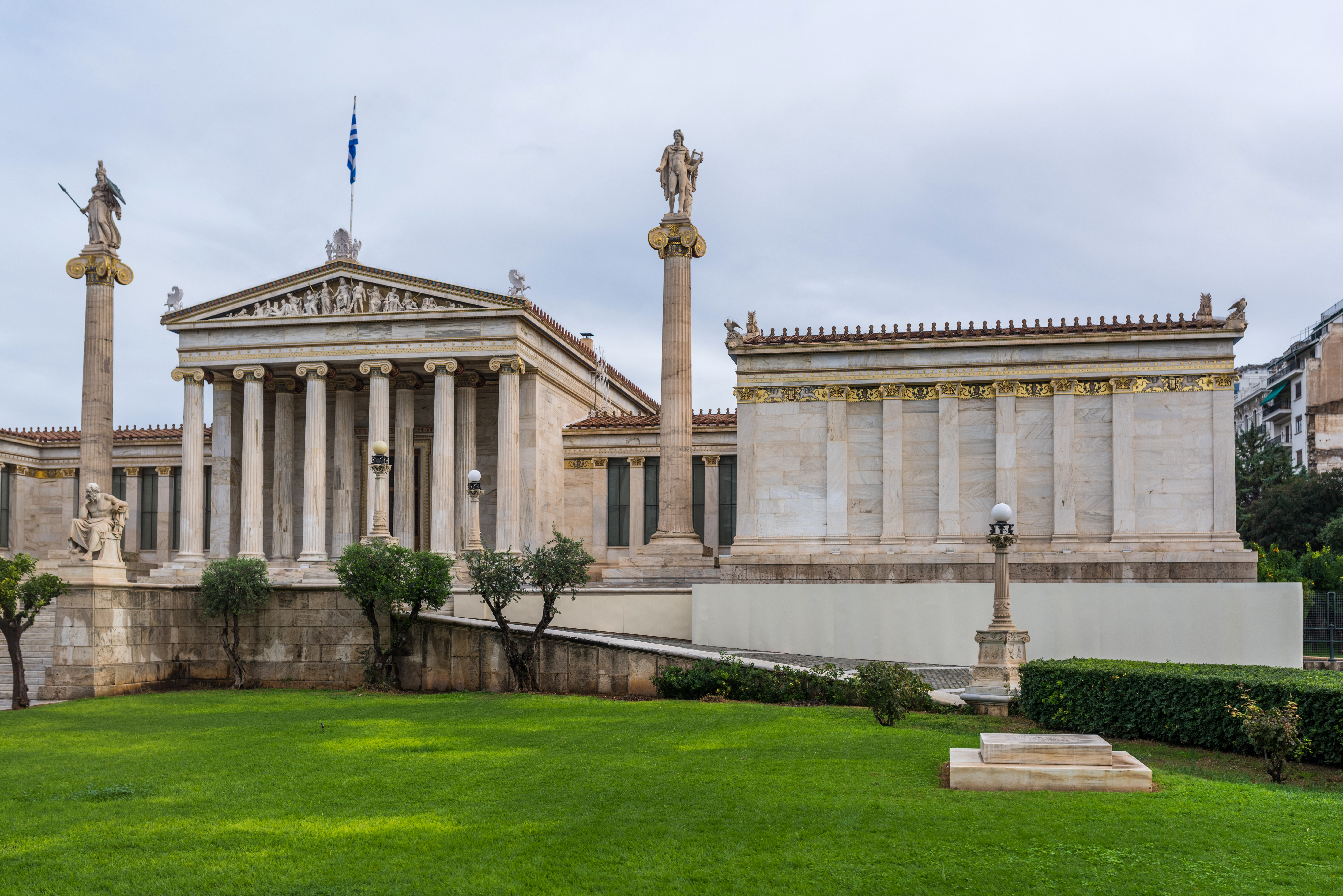
Atens akademi 2017.
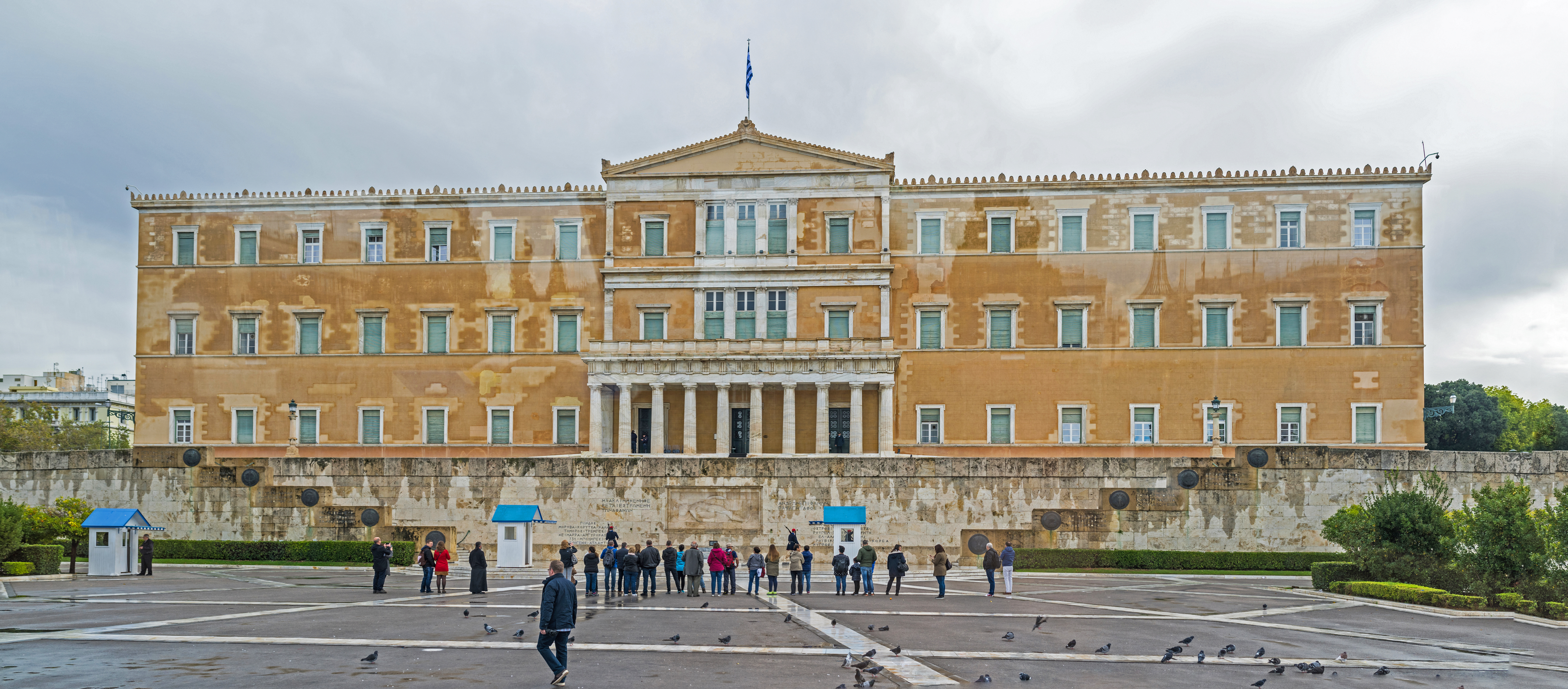
Atens kungliga slott 2017.